# Fischer Weltalmanach

Titelbild des ersten Fischer Weltalmanachs von 1960

Der Fischer Weltalmanach war ein Jahrbuch, das ab Dezember 1959 (Der Fischer Weltalmanach '60) alljährlich vom Fischer Taschenbuchverlag im September herausgegeben wurde. Im September 2018 erschien der Almanach mit seiner 60. Ausgabe (Der neue Fischer Weltalmanach 2019) letztmals; er wurde danach „angesichts der Dominanz der Internet-Recherche“ nicht mehr fortgesetzt.

## Themen und Inhalte
Der Fischer Weltalmanach lieferte Zahlen, Daten und Fakten aus Politik, Wirtschaft, Umwelt, Sport und Kultur. Das Jahrbuch enthielt einen Staatenteil, in dem alle Staaten der Welt aufgeführt sind. Dort fanden sich zu jedem Land Informationen, unter anderem zu Fläche und Einwohnern (jeweils der Weltrang mitaufgeführt) sowie zu Amtssprache(n), Bruttoinlandsprodukt, Währung und Botschaften des Landes. Der Weltalmanach enthielt außerdem weitere Informationen zur Landesstruktur, Bevölkerung, Staats- und Regierungsform, Regierung und Parteien sowie Wirtschaft. Bei jedem Land gab es eine Chronik, die die Ereignisse im Berichtszeitraum wiedergibt.
Die Informationen zu Deutschland, Österreich und der Schweiz waren umfangreicher: Hier wurde jedes Bundesland bzw. jeder Kanton genauer vorgestellt sowie eine umfangreichere Chronik und weitere Statistiken veröffentlicht. Im Deutschland-Teil gab es außerdem eine Doppelseite, die die Großstädte mit Fläche, Informationen zu den Einwohnern (Einwohnerzahl, Einwohner je km², Veränderung innerhalb 10 Jahren in %), Rang sowie mit (Ober-)Bürgermeister vorstellt.
Im Anschluss an die Staatenliste folgten Vergleichstabellen mit Basisdaten zu allen 195 Staaten, Karten- und Flaggenübersichten, Internationale Organisationen und die Europäische Union sowie Informationen zu Wirtschaft, Umwelt und Kultur. Außerdem enthielt der FWA Biographien bekannter Persönlichkeiten sowie Informationen zu den Verstorbenen.
Seit der Ausgabe 2005 gab es die Jahreschronik, in der die wichtigsten Ereignisse im Berichtszeitraum vorgestellt werden als Ergebnis des Aufgehens der Philips Jahres-Chronik in die Publikation. Auch das Thema Sport kam im Jahr 2005 dadurch neu in den Weltalmanach: Dort wurden alle wichtigen Sportereignisse und Ergebnisse festgehalten. Seit 2005 erschien der Weltalmanach komplett in Farbe, seit 2012 hießen alle Ausgaben jeweils Der Neue Fischer Weltalmanach.
Der Weltalmanach wurde auch mit einer CD-ROM angeboten, die zusätzliche Daten, Karten und Fotos sowie umfangreiche Recherche- und Verknüpfungsmöglichkeiten bot.

## Fischer Biographien
Zusätzlich zu den in jeder Ausgabe enthaltenen Biographien bedeutender Vertreter aller Länder erschien zusammen mit dem Fischer Weltalmanach 1984 ein Band mit Biographien zur Zeitgeschichte (1945–1983).
2006 wurde ein weiteres Personenlexikon herausgebracht. Es behandelt Personen im Zeitraum von 1945 bis 2006.

## Fischer Weltalmanach Staatenlexikon
Das Fischer Weltalmanach Staatenlexikon ist seit Dezember 2006 erhältlich. Es vermittelt in Zeittafeln und Porträts wichtiges Hintergrundwissen zu Politik, Geschichte und Wirtschaft aller 195 Staaten der Erde. Außerdem erfüllt es die Funktion eines Atlanten, weil es zu jedem Staat und vielen Gebieten eine farbige Karte enthält. Wegen der Zeittafeln zur Geschichte der Staaten ist es eine Ergänzung zum Fischer Weltalmanach.

## Der Fischer Weltalmanach für Kinder
Der Fischer Weltalmanach für Kinder wurde vom Fischerverlag im Jahr 2010 veröffentlicht. Die Zielgruppe sind Kinder und Jugendliche.

## Fischer Weltalmanach aktuell
Seit März 2005 erscheint die Buchreihe Fischer Weltalmanach aktuell, die gemeinsam mit der Wochenzeitung ZEIT entwickelt wurde und Reportagen, Analysen und Fakten zu den wichtigsten Themen des Jahres enthält. Bisher erschienen sind Bände zur EU-Erweiterung, zum Pulverfass Irak, zu den USA, zu Russland und der Kaukasus, zur Weltmacht China und als letzter Band zu Afrika.

## Fischer Weltalmanach Sonderband DDR

Titelbild des FWA Sonderbands DDR 1990

Ein bislang einzigartiger Fall in der Reihe des Fischer Weltalmanaches war die kurzfristige Veröffentlichung eines ergänzenden Sonderbandes, speziell des Sonderbandes DDR im April 1990. Er war nötig geworden, da die in dem regulären Weltalmanach des Jahres 1990 dargestellten Zahlen und Fakten über die DDR zum Zeitpunkt des Erscheinens bereits durch die dramatischen Veränderungen überholt waren und eine aktualisierte Betrachtung und Bewertung der Ereignisse erforderlich wurden.
Neben der Chronik der Ereignisse zwischen September 1989 und März 1990 wurden in diesem Sonderband Dokumente der Wendezeit, mögliche Szenarien einer Vereinigung der damaligen beiden deutschen Staaten sowie Kurzbiographien von Persönlichkeiten des politischen Lebens der DDR, welche in dieser Zeit im Licht der Öffentlichkeit standen, zusammengestellt.

## Alternative Publikationen
Folgende Jahrbücher sind bzw. waren mit dem Fischer Weltalmanach vergleichbar:

### Deutschsprachig
- Brockhaus Enzyklopädie Jahrbuch (1993–heute)
- Diercke Weltstatistik (1980–1985)
- Harenberg aktuell (letzte Ausgabe 2008)
- Knaurs Weltspiegel (letzte Ausgabe 1990)
- Der neue Kosmos Welt-Almanach & Atlas (erscheint seit 2020)[4]. Inoffizielle Fortführung des Fischer Weltalmanachs mit vergleichbarem Aufbau durch den Kosmos-Verlag. Ein Großteil der Autoren hat bereits für den Fischer Weltalmanach gearbeitet.[5]
- Philips Jahres-Chronik (2005 aufgegangen in Fischer Weltalmanach)[6]
- SPIEGEL Jahrbuch (letzte Ausgabe 2005)
- Meyers Jahreslexikon (1964–1976); Nachfolger: Was war wichtig? (1977 und 1978), Meyers Jahresreport (1979–2001)
- Welt aktuell. Das andere Jahrbuch (1984 und 1985)
- Die Welt – Daten, Fakten, Informationen (Herausgeber Werner Rosenberg, Dietz Verlag, 1964–1969)

### International
- Almanaque Abril (Brasilien, 1974–2015 herausgegeben von der Grupo Abril)
- Britannica Book of the Year
- Guia do Terceiro Mundo (Brasilien)
- The New York Times Almanac (letzte Ausgabe 1997)
- The Statesman’s Yearbook (erste Ausgabe 1863)
- TIME Almanac with Information Please (1947–2013)
- Whitakers Almanack (erste Ausgabe 1868)
- The World Almanac and Book of Facts (erste Ausgabe 1868)
- The CIA World Factbook